# Hedwig I av Quedlinburg

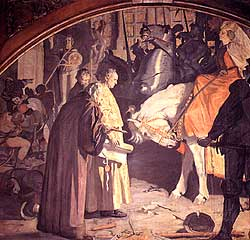
Hedwig I av Quedlinburg

Hedwig I av Quedlinburg, född Hedwig av Sachsen 31 oktober 1445, död 13 juni 1511, var en regerande furstlig abbedissa av den självständiga klosterstaten Quedlinburgs stift och som sådan monark med säte i Tysk-romerska rikets riksdag.

## Biografi
Hedwig I var dotter till hertig Fredrik den saktmodige av Sachsen och Margareta av Österrike (1416–1486) och brorsdotter till kejsaren. Hon placerades i kloster 1457 och valdes året därpå till abbedissa vid tretton års ålder. Påven godkände valet på villkor att stiftet regerades av en förmyndarstyrelse ledd av hennes far och en assisterande abbedissa fram till hennes tjugonde födelsedag. Hedwig myndigförklarades 1465 och fick då själv befogenhet att regera.
Hedwig I fick under sin regeringstid utkämpa en långvarig strid med själva staden Quedlinburg, som med stöd av biskop Gebhard von Hoym av Halberstadt försökte göra sig fri från klostermonarkin och gå med i Hansan. Med hjälp av sina två bröder erövrade Hedwig Quedlinburg 1477, som tvingades underkasta sig hennes auktoritet. Quedlinburg hamnade på grund av detta i ett beroendeförhållande till Sachsen.